# Augusto Franzorj
Augusto Franzoj (San Germano Vercellese, 2 de octubre de 1848 - San Mauro Torinese, 13 de abril de 1911) fue un periodista, explorador y aventurero italiano.

## Biografía
Nació en el seno de una familia adinerada, su padre Francesco Franzoj era notario y su madre Ottavia Cavalli era la última descendiente de una familia noble. Su padre lo envió a la escuela secundaria en Vercelli y, al estallar la Tercera Guerra de Independencia (junio de 1866), Franzoj se ofreció como voluntario y partió hacia el frente. Las derrotas del ejército italiano le provocaron resentimiento hacia la clase política y se unió a los sectores más intransigentes del movimiento republicano. Participó en marzo de 1870 en los pronunciamientos militares de Pavía y Piacenza, que terminaron con fusilamientos y arrestos. Franzoj fue encarcelado, sometido a un consejo disciplinario y enviado a una compañía disciplinaria en la frontera italofrancesa.
En noviembre de 1870, con una veintena de prisioneros, lograron amordazar a los guardias y escapar de la prisión con la intención de pasar a Francia. Pero en la fuga Franzoj se dislocó el pie, fue capturado y sufrió una sentencia más severa por deserción. Abrumado por la desesperación, intentó suicidarse pegándose un tiro en el pecho. Sólo resultó herido, pero el episodio dio a las autoridades militares el pretexto para expulsarlo del ejército.
Instalado en Turín, se dedicó al periodismo y comenzó a escribir en algunos de los periódicos radicales más intransigentes, colaborando ocasionalmente en el periódico La Gazzetta del Popolo. Pasó por frecuentes estancias en prisión, debido a los numerosos duelos que provocaron sus agresivos artículos. En 1872, se vio obligado a emprender el camino del exilio en Suiza, Francia, Bélgica y España.

### Expediciones por África
En ese período de exilio su atención se centró en África y las hazañas de los célebres exploradores de la época. Sin el patrocinio de ningún gobierno y sin los medios adecuados, en marzo de 1882 se embarcó hacia los territorios etíopes con el objetivo de devolver los restos de Giovanni Chiarini a su familia. Chiarini era un explorador italiano muerto cuatro años antes en circunstancias sospechosas, quizás envenenado, y que estuvo esclavizado por la reina de Ghera.
Pasó por Alejandría, El Cairo, Suez, la península arábiga en Jeddah, desembarcó en la costa africana en Suakim y llegó a Massawa en mayo de 1882. Aprovechando la salida de una caravana de comerciantes griegos con destino a Sudán, en julio emprendió un viaje que le llevó hasta el principado de Galabat, donde se vio obligado a detenerse debido al empeoramiento de su salud. Bordeando las orillas del lago Tana y atravesando la gran meseta de Amhara, llegó a Borumieda. Regresó a Debra-Berhan, desde donde, a principios de julio de 1883, se dirigió hacia el noroeste para llegar en septiembre de 1883 al reino de Ghera y recuperar los restos de Chiarini.
De regreso a Italia, Franzoj se dirigió a Chieti, la ciudad natal del difunto para entregar sus restos. Durante una ceremonia solemne, el alcalde de Chieti le concedió la ciudadanía honoraria. En noviembre regresó a Turín, donde fue recibido con demostraciones de admiración y entusiasmo por parte de amigos y conocidos, y pronto se convirtió en el centro de atención de los periódicos italianos. 
Su fama en aquella época creció, e intentó una nueva aventura africana con más medios, pero la mala suerte fue que la situación político-militar estaba cambiando en aquella zona e hizo inútil el nuevo intento. Partió hacia África en mayo de 1886, para llegar a Adén, donde la hostilidad de las autoridades inglesas obstaculizó y retrasó su salida hacia el sur. Al llegar al protectorado francés de Tagiura en junio, sin ayuda ni financiación suficientes, y habiendo agotado las provisiones a su disposición, los expedicionarios decidieron a finales de octubre volver a Italia. 
Estas aventuras las relató admirablemente en sus libros Continente Nero y Aure Africane.

### Expedición al Amazonas
En 1899 se trasladó con su familia a San Mauro Torinese y se preparó para embarcarse hacia Brasil. El Honorable Gavotti, que en 1897 había fundado la Compañía de Navegación Ligur-Brasileña, ofreció a Franzoj el mando de una expedición al Amazonas con el objetivo de abrir una nueva salida a los intereses económico-comerciales de Italia. Remontando el río Amazonas y pasando por Manaos, la expedición debería haber llegado hasta Iquitos, en Perú.
La expedición salió de Génova en febrero de 1899. Llegaron a Brasil y la expedición recorrió 2.400 kilómetros por un afluente del  río Amazonas, llegando hasta Itaituba. Durante las etapas en la zona de Manaos encontraron graves dificultades, pues una epidemia de fiebre amarilla hacía estragos en la zona. Los miembros de la expedición se contagiaron y varios murieron en pocos días. La expedición fue cancelada y los sobrevivientes, tras convalecer de su enfermedad, partieron en mayo para regresar a Italia. 

### Fallecimiento
La expedición americana había terminado en un estrepitoso fracaso y Franzoj se retiró a la vida familiar. En un momento de desesperación por el dolor físico de una artritis deformante, y obsesionado por la idea de no haber podido hacer que su vida se ajustara a sus sueños, se suicidó en abril de 1911.

## Distinciones
- Las ciudades de Turín, Vercelli y Parma nombraron calles en su honor.
- La administración municipal de San Mauro Torinese nombró en su honor la zona verde del Centro Cultural Polivalente.
- El municipio de San Germano Vercellese nombró una calle y un campo deportivo en su honor.